# Walter Moss
Colonia Walter Moss es un paraje y centro rural de población con junta de gobierno de 4ª categoría del distrito Walter Moss del departamento San Salvador, en la provincia de Entre Ríos, República Argentina. Se ubica a treinta kilómetros al noroeste de General Campos. 
No fue considerada localidad en los censos de 1991 y de 2001, por lo que la población fue censada como rural dispersa. La población de la jurisdicción de la junta de gobierno era de 247 habitantes en 2001.
Fue creada por la Jewish Colonization Association en la misma época en que se fundó la colonia Curbelo. Ambas colonias abarcaban 12 826 ha, trabajadas por inmigrantes judíos provenientes del Imperio ruso.
Para fines de la década de 1930 la población era de 86 colonos dedicados principalmente a la agricultura, y con lotes cada uno de entre 150 y 240 hectáreas.
En Walter Moss se organizó una cooperativa, una escuela hebrea, una cremería y un salón social.
En el presente Walter Moss tiene una escuela, edificada sobre la vieja escuela hebrea, y conserva el cementerio judío, que corresponde a las colonias de Walter Moss, Curbelo y a General Campos, que se levantó en la década de 1910 en un campo de dos hectáreas.
El centro rural de población y la junta de gobierno fueron creados fijando sus límites jurisdiccionales mediante el decreto 5680/2000 MGJE del 7 de diciembre de 2000, abarcando todo el distrito Walter Moss. Sus primeras autoridades fueron designadas por el decreto 614/2001 MGJE del 12 de marzo de 2001, siendo elegidas a partir de 2004. Para esas elecciones, y las siguientes en 2007 y 2011, los vocales de la junta de gobierno fueron elegidos en base al circuito electoral N° 312 Walter Moss, que abarca además del área jurisdiccional del centro rural de población de Walter Moss, al sector este del distrito General Campos y a un pequeño sector del distrito Arroyo Grande.
En 2006 el cementerio fue saqueado por desconocidos, que robaron las placas de bronce de casi todas las tumbas.